# Midlist
De Midlist is een Nederlandse hitlijst die probeert een meer gebalanceerde weergave van de populariteit van hits te meten door de grootste Nederlandse hitparades, de Nederlandse Top 40 en de Mega Top 50, te verrekenen tot een gemiddelde hitlijst.
De lijst wordt sinds 1994 officieel uitgegeven, maar vele hit-o-logen maken dit soort lijstjes al zo lang als er meerdere hitlijsten naast elkaar bestaan hebben. In 1974 bestonden er vijf naast elkaar (alle zeezenders eentje en de Nationale Hitparade), in 1980 vier naast elkaar (ook nog de Tros Top 50 en de Toppop 30) en later in de jaren '90 waren er drie (ook nog: de Veronica 100).
De Europarade, die door de TROS vanaf hemelvaartsdag 1976 werd uitgezonden en tot aan 1992 bestond, verrekende aanvankelijk acht en later twintig landelijk geachte hitparades uit diverse Europese landen, tot men in 1987 ertoe overging de computers van de diverse samenstellende marktonderzoeksbureaus aan elkaar te verbinden en op grond van reële verkoopcijfers de lijst samen te stellen.